# Björn Borgman
Björn Borgman (* 28. Mai 2002 in Purmerend) ist ein niederländischer Eishockeyspieler, der seit 2023 bei den Tilburg Trappers unter Vertrag steht und mit dem Klub in der deutschen Oberliga Nord spielt.

## Karriere

### Klubs
Björn Borgman begann seine Karriere bei den Amsterdam Tigers (bis 2017 Amstel Tijgers Amsterdam), für die er 2017 in der BeNe League debütierte. 2019 wechselte er zum Ligakonkurrenten Hijs Hokij Den Haag. Seit 2023 spielt er für die Tilburg Trappers in der deutschen Oberliga Nord.

### International
Für die Niederlande nahm Borgman an den Spielen der Division II der U18-Weltmeisterschaft 2018 sowie der U20-Weltmeisterschaften 2020, als er zum besten Spieler seiner Mannschaft gewählt wurde, und 2022 teil.
Sein Debüt in der Herren-Nationalmannschaft gab der Stürmer beim Division-II-Turnier der Weltmeisterschaft 2022. Nachdem die Mannschaft dort aufgestiegen war, spielte er bei der Weltmeisterschaft 2024 in der Division I. Zudem spielte er bei der Olympiaqualifikation für die Winterspiele in Mailand 2026.

## Erfolge und Auszeichnungen
- 2022 Aufstieg in die Division II, Gruppe A, bei der U20-Junioren-Weltmeisterschaft der Division II, Gruppe B
- 2022 Aufstieg in die Division I, Gruppe B, bei der Weltmeisterschaft der Division II, Gruppe A